# Karantina
Karantina (Arabic: الكرنتينا al-karantīnā) é uma área residencial na parte oriental da Beirute, batizada depois de ter sido uma antiga zona de imigração quarentena. Está perto de principal porto e adjacente ao rio Beirute. Há um matadouro em Karantina que é conhecido como um dos principais poluidores desse rio..
Karantina foi palco de um massacre de xiitas, curdos e palestinos por milícias cristãs-libanesas
durante a Guerra Civil Libanesa.